# Pupilek (film)
Pupilek (ang. Teacher’s Pet, 2004) – amerykański film animowany, stworzony na podstawie serialu animowanego pod tym samym tytułem (Pupilek). Bohaterem jest potrafiący mówić i czytać pies o imieniu Spot. Podaje się on za chłopca o imieniu Scott, dzięki czemu może uczęszczać do szkoły wraz ze swoim panem Leonardem.
Film ten był wyemitowany w telewizji Polsat 1 kwietnia 2007 roku.

## Obsada
- Nathan Lane – Spot Helperman / Scott Leadready II / Scott Manly-Manning
- Shaun Fleming – Leonard Amadeus Helperman
- Debra Jo Rupp – Mary Lou Moira Angela Darling Helperman
- Wallace Shawn – Dyrektor Crosby Strickler
- Kelsey Grammer – Dr Ivan Krank
- Rob Paulsen – Ian Wazselewski
- David Ogden Stiers – Pulpet
- Jerry Stiller – Pretty Boy
- Paul Reubens – Dennis
- Megan Mullally – Adele
- Estelle Harris – pani Boogin
- Jay Thomas – Barry Anger

## Wersja polska
Wersja polska: na zlecenie Disney Character Voices International, Inc. – Sun Studio Polska

Reżyseria: Waldemar Modestowicz

Dialogi: Jan Jakub Wecsile

Teksty piosenek: Marek Robaczewski

Kierownictwo muzyczne: Piotr Gogol

Dźwięk i montaż: Michał Skarżyński i Przemysław Nowak

Opieka artystyczna: Michał Wojnarowski

W wersji polskiej udział wzięli:
- Wojciech Paszkowski – Spot i Scott
- Mateusz Narloch – Leonard
- Izabella Bukowska – pani Helperman
- Andrzej Blumenfeld – Generał
- Jacek Jarosz – Pulpet
- Marek Obertyn – Dyrektor Strickler
- Łukasz Lewandowski – Ian
- Marcin Przybylski – Denis
- Katarzyna Tatarak – Adela
- Mieczysław Morański – doktor Herman Tank

oraz
- Julia Kołakowska
- Monika Pikuła
- Barbara Zielińska
- Robert Czebotar
- Krzysztof Szczerbiński
- Karol Wróblewski

Piosenki śpiewali: Aleksandra Bieńkowska, Anna Sochacka, Magdalena Tul, Paweł Hartlieb, Adam Krylik, Krzysztof Pietrzak, Michał Rudaś